# حماض كيتوني
حماضية كيتونية في الدم (بالإنجليزية: Ketoacidosis)، هو الأثر الطبي لإنتاج الكائن لأجسام الكيتون بكميات كبيرة جداً.

## الأسباب
قد يكون ثانوياً لنقص في الأنسولين. وهكذا، فإنه يكون أكثر شيوعاً عند أولئك الذين يعانون من النمط الأولي للسكري والذي لا ينتج الأنسولين. وقد يعزى لنقص في الغلوكوز ضمن نظام غذائي غني بالبروتين على سبيل المثال. في هذه الحالة يعمل نقص السكر في الدم على تقليل تركيب الأنسولين في الجسم كما أنه قد يزيد حالة الإدمان المزمن على الكحول تعقيداً.

## الفسيولوجيا المرضية
إن انخفاض تركيز الأنسولين في الدم، يؤدي إلى توليد الكيتونات عن طريق الجلوكاجون (هرمون آخر يفرزه البنكرياس). عندما يفقد الجسم وقوده الطبيعي، الغلوكوز، يبدأ باستهلاك الدهون المخزنة في الجسم. تُستخدم هذه الدهون دون الحاجة إلى الأنسولين للسماح بدخولها إلى الخلايا. وهكذا سيزيد إنتاج أسيتيل مرافق الإنزيم-أ في الكبد (وهو جزيء مهم للطاقة، ناتج عن إذابة الدهون أو تحللها) والذي سيتحول جزئياً إلى مجموعات من ركائز الطاقة تسمى أجسام كيتونية والتي يمثلها الأسيتون. قد يستخدم الدماغ تلك الأجسام (في الحقيقة، إنه لا يستطيع استخدام الغلوكوز والأجسام الكتيونية سوى كركائز طاقة)، خلافاً للدهون والتي لا يستطيع الدماغ استهلاكها من أجل الطاقة. هذا يسمح باستمرارية تزويد الدماغ بركائز الطاقة في حالة نقص سكر الدم. وهكذا فإن إنتاج أجسام الكيتون هي ظاهرة تعويضية في حال لم تستطع الخلايا استخدام الغلوكوز : إما لنقص سكر الدم أو لعدم كفاية إنتاج الأنسولين في حالات السكري.

## التوصيف
يصاحب الحماض الكيتوني تسرع في التنفس (مسبباً ضيق النفس من أجل مكافحة الحماض الأيضي) من نوع تنفس كوسماول (تنفس عميق على أربع مراحل)، آلام وتقيؤ محتمل، انخفاض في درجة الحرارة، واحتمال حدوث غيبوبة.
في حالة الحماض الكيتوني، نستطيع تقييم معدل الأسيتون في البول ( أسيتونيريا : وجود الأسيتون في البول، أو كيتونيريا : وجود أجسام كيتونية كثيرة في البول) بواسطة شرائط اختبار.
يتم إنتاج الأسيتون من الكبد، ولا يمكن استخدامه إلا في بعض الأعضاء كالقلب، وعلى نطاق أضيق في الدماغ. أما باقي الأجسام الكيتونية فيستخدمها الجسم بشكل أكبر. إن الدهون المخزنة في الجسم هي الوقود الرئيسي الذي ينتج الفضلات التي يتخلص منها جسم الإنسان كالأسيتون.
من ناحية أخرى، فإن هذا الإنتاج للأسيتون، AcAc,BhB غير متوازن، وبالتالي يزيد وبشكل كبير من إنتاج النفايات الحمضية والتي تعطل وظائف الخلايا، إضافة إلى وجود احتمالية الإصابة بالغيبوبة.
هذا هو مبدأ الحماض الكيتوني المُسيطَر عليه، والذي يسمح بإنقاص الوزن أثناء النظام الغذائي الكيتوني. ولكن في هذا النوع من الأنظمة الغذائية لا يتكون حماض كيتوني ؛ وذلك لأن الحماض الكيتوني قد يصل إلى ما يقارب ال8 ملي مول/لتر، أما في حالة الحمية الكيتونية فإنه لا يتجاوز ما مقداره 5 -6 ملي مول/ لتر وذلك نتيجة لوجود الأنسولين.

## المرجع
1. ↑  Bacq Y, Constans T & Lamisse F. « L'acidocétose alcoolique » Gastroentérologie clinique et biologique 1987;11(4):293-298.